# Goggomobil (Radsportteam)
Goggomobil war ein 1960 bestehendes deutsches Radsportteam. Sponsor war das Unternehmen Hans Glas GmbH aus Dingolfing, das Landmaschinen und Motorroller herstellte. Der Teamname leitete sich von dem gleichnamigen Kleinwagen Goggomobil ab, den das Unternehmen 1955 auf den Markt gebracht hatte.

## Geschichte
Goggomobil wurde 1960 mit sechs Radrennfahrern aus den Niederlanden gegründet. Der Unternehmer Hans Glas wollte ein Radsportteam zur Deutschland-Rundfahrt 1960 an den Start bringen. Antoon Van der Steen wurde als 5. bester Fahrer des Teams, Jaap Kersten wurde 7. der Rundfahrt. Glas war ein Förderer des Radsports und früher aktiver Radrennfahrer. Zum Ende der Saison 1960 wurde das Team aufgelöst.

## Erfolge
1960
- eine Etappe Luxemburg-Rundfahrt

## Bekannte Fahrer
- Jaap Kersten
- Martin van der Borgh
- Antoon van der Steen